# Тајне авантуре кућних љубимаца 2
Тајне авантуре кућних љубимаца 2 (енгл. The Secret Life of Pets 2) амерички је 3Д анимирани филм чији је режисер Крис Ренауд, корежисер Џонатан дел Вол и писац Брајан Линч. Представља наставак филма Тајне авантуре кућних љубимаца и други дугометражни филм истоимене франшизе. Гласове ликовима у филму дали су Петон Осволт (који мења Луј Си Кеја), Ерик Стоунстрит, Кевин Харт, Џени Стејт, Ели Кемпер, Тифани Хедиш, Лејк Бел, Ник Крол, Дејна Карви, Ханибал Барс, Боби Мојнихан и Харисон Форд.
Филм је изашао 7. јуна 2019. године у биоскопима у Сједињеним Америчким Државама, од стране Јуниверсал пикчерса. Добио је помешане критике критичара и зарадио је преко 446 милиона долара широм света.

## Радња
Теријер Макс суочава се са великим преокретима у животу. Његова власница сада је удата жена и има сина Лијама. Макс је толико забринут због дечакове безбедности, да је почео да добија тикове на нервној бази. На породичном одмору, на фарми ван града, Макс и његов другар Ђук сусрешће се са кравом нетолерантном на псе, непријатељски настројеном лисицом и застрашујућом ћурком, који само појачавају Максову анксиозност. На сву срећу, Макс ће добити важне савете од ветерана са фарме, пса Рустера. Он ће погурати Макса да се суочи са својим страховима, пронађе свог унутрашњег алфа мужјака и Лијаму да мало слободе.
За то време, у граду, док јој је власница одсутна, одважна померанка Дивна, уз помоћ пријатељице, мачке Клои која је открила радост коју пружа мачија трава, покушава да спасе Максову омиљену играчку која се нашла у стану препуном мачака.
А шашави, али преслатки зека Грудвица живи у заблуди да је суперхерој, од тренутка када је његова власница Моли почела да га облачи у суперхеројске пиџамице. Али, када се појави Дејзи, неустрашива ши цу, и затражи Грудвичину помоћ због опасне мисије, он ће морати да нађе храброст и постане јунак какав се само претварао да је.